# Atrofia dentato-rubra
L'atrofia dentato-rubra  e pallido-luisiana in campo medico indica una malattia autosomica dominante, in tal caso si ha anche una ripetizione delle basi del CAG (codone citosina-adenina-guanina che codifica per la glutammina) del gene ATN1 nel DNA.
Tale morbo è caratterizzato da una distruzione selettiva di ogni neurone presente nel cervelletto.

## Diagnosi correlate
Si riscontrano la malattia di Machado-Joseph, e anche l'atassia spinocerebellare di tipo I.

## Sintomatologia
Fra i sintomi della persona affetta da tale atrofia si notano l'atassia progressiva, la coreoatetosi, la distonia, il mioclono, la demenza e le convulsioni.